# Chmielówka (Widzów)
Chmielówka – część wsi Widzów, położonej w Polsce w województwie śląskim, powiecie częstochowskim, gminie Kruszyna. Chmielówka obejmuje obszar wzdłuż ulicy Głównej w Widzowie, graniczy bezpośrednio z Jackowem.
W latach 1975–1998 miejscowość administracyjnie należała do województwa częstochowskiego.